# HBP1
HBP1‏ (HMG-box transcription factor 1) هوَ بروتين يُشَفر بواسطة جين HBP1 في الإنسان.